# Magaramkentskij rajon
Il Magaramkentskij rajon (in russo Магарамкентский район?) è un distretto municipale del Daghestan, situato nel Caucaso.